# Most pod Grudziądzem
Most autostradowy w Rozgartach – most drogowy przez rzekę Wisłę w ciągu autostrady A1, w Rozgartach koło Grudziądza (na południe od miasta). Jest to najdłuższy most w Polsce.
Nowa przeprawa przez Wisłę łączy węzeł autostrady A1 „Nowe Marzy” z węzłem „Grudziądz”. Zbudowana jest z trzech części: mostu nurtowego nad głównym korytem Wisły i dwóch estakad dojazdowych po obu stronach rzeki.

## Charakterystyka
Długość mostu w nurcie rzeki wynosi 400,0 metrów, na co składają 3 przęsła. Najdłuższe z nich ma rozpiętość 180,0 m i jest najdłuższym betonowym przęsłem w Polsce.
Całkowita długość przeprawy wynosi 1953,60 metra, a długość estakad najazdowych wynosi 994,9 m (21 przęseł) i 562,9 m (12 przęseł). Na moście znajduje się jezdnia dwupasmowa dla każdego kierunku ruchu. Most pod Grudziądzem jest wykonany metodą nawisową, a estakady najazdowe metodą nasuwania podłużnego. Obiekt projektu Piotra Waneckiego wybudowany został przez konsorcjum Skanska-NDI w latach 2009–2011.
Koszt budowy 62-kilometrowego odcinka Autostrady A1, łączącego okolice Grudziądza z Toruniem, wraz z mostem wyniósł ponad 3 mld zł.
Najbliższą przeprawą przez Wisłę w górę rzeki jest Most w Chełmnie, położony w ciągu drogi krajowej nr 91 i oddalony o 20 km, a w dół rzeki Most im. Bronisława Malinowskiego w centrum Grudziądza, położony w ciągu drogi krajowej nr 16 i oddalony o niespełna 7 km.

## Historia
Umowa z wykonawcą została podpisana w lipcu 2009, budowa ruszyła w sierpniu, a została zakończona w 2011. Most, łącznie z odcinkiem autostrady A1 Grudziądz – Toruń, oddano do użytku 14 października 2011.

## Galeria

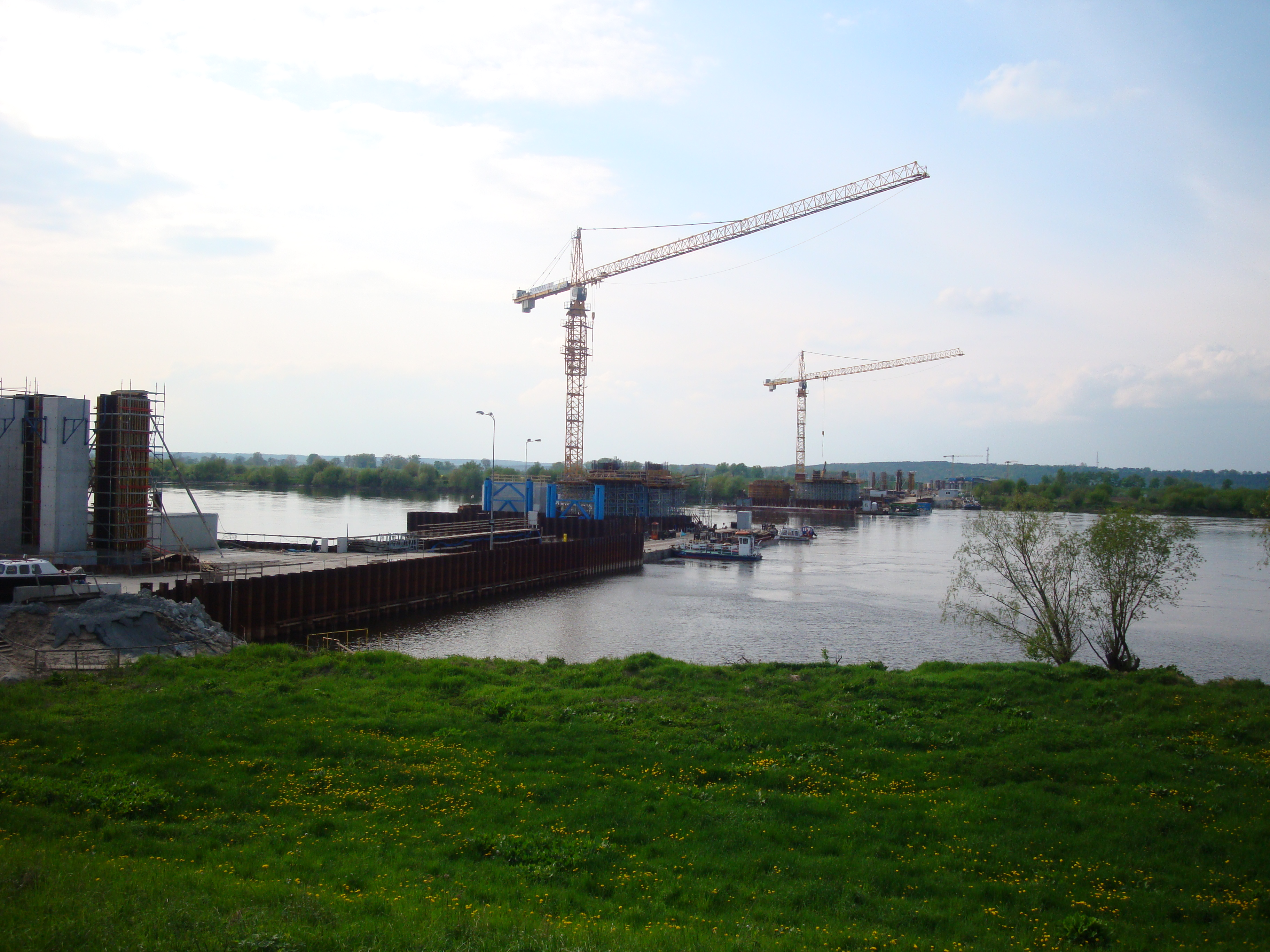
W budowie, 2010 rok
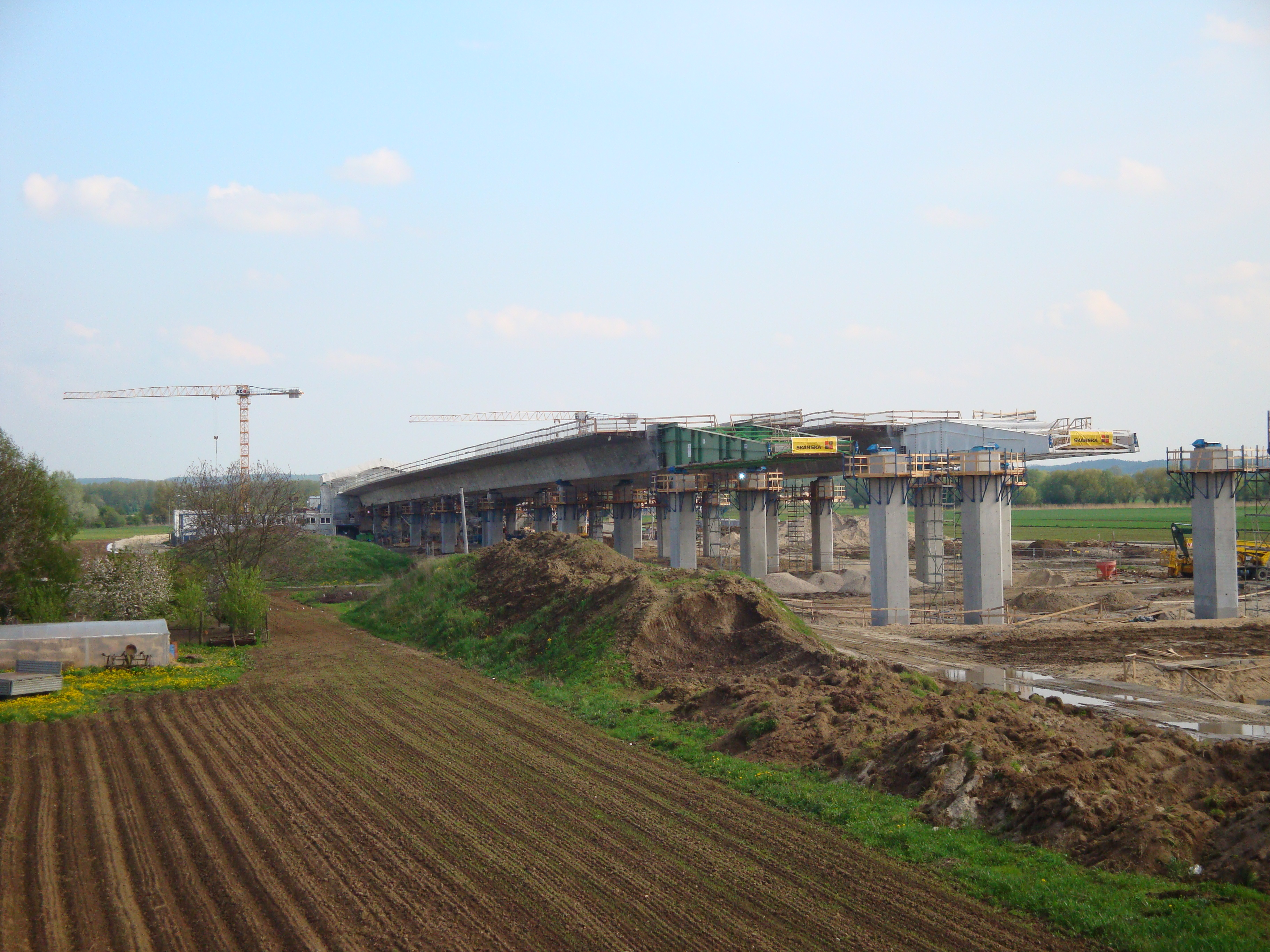
W budowie, 2010 rok
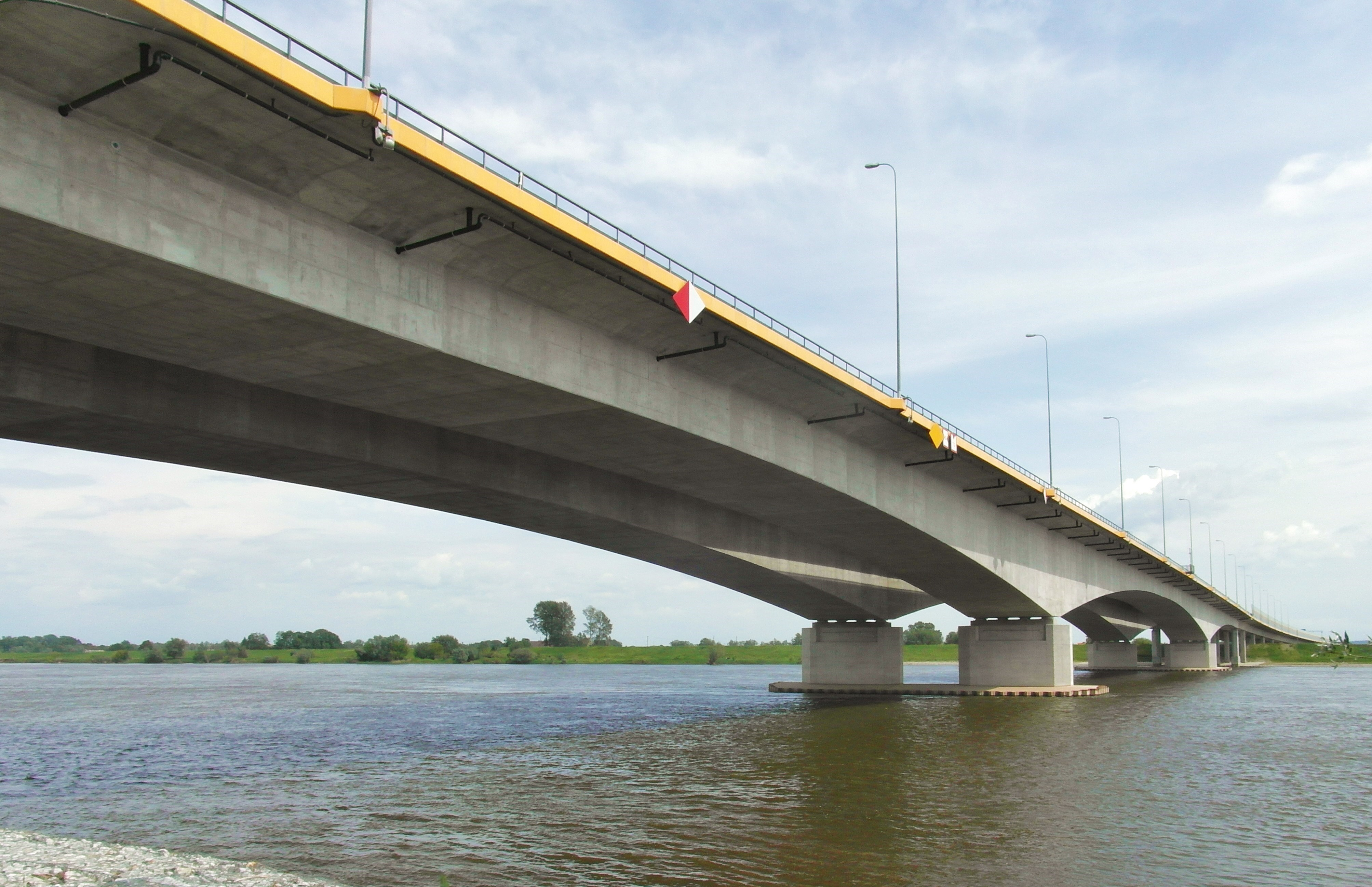
2013 rok